# Litherland
Litherland est une petite ville du Merseyside, dans l'Ouest de l'Angleterre.

## Monuments

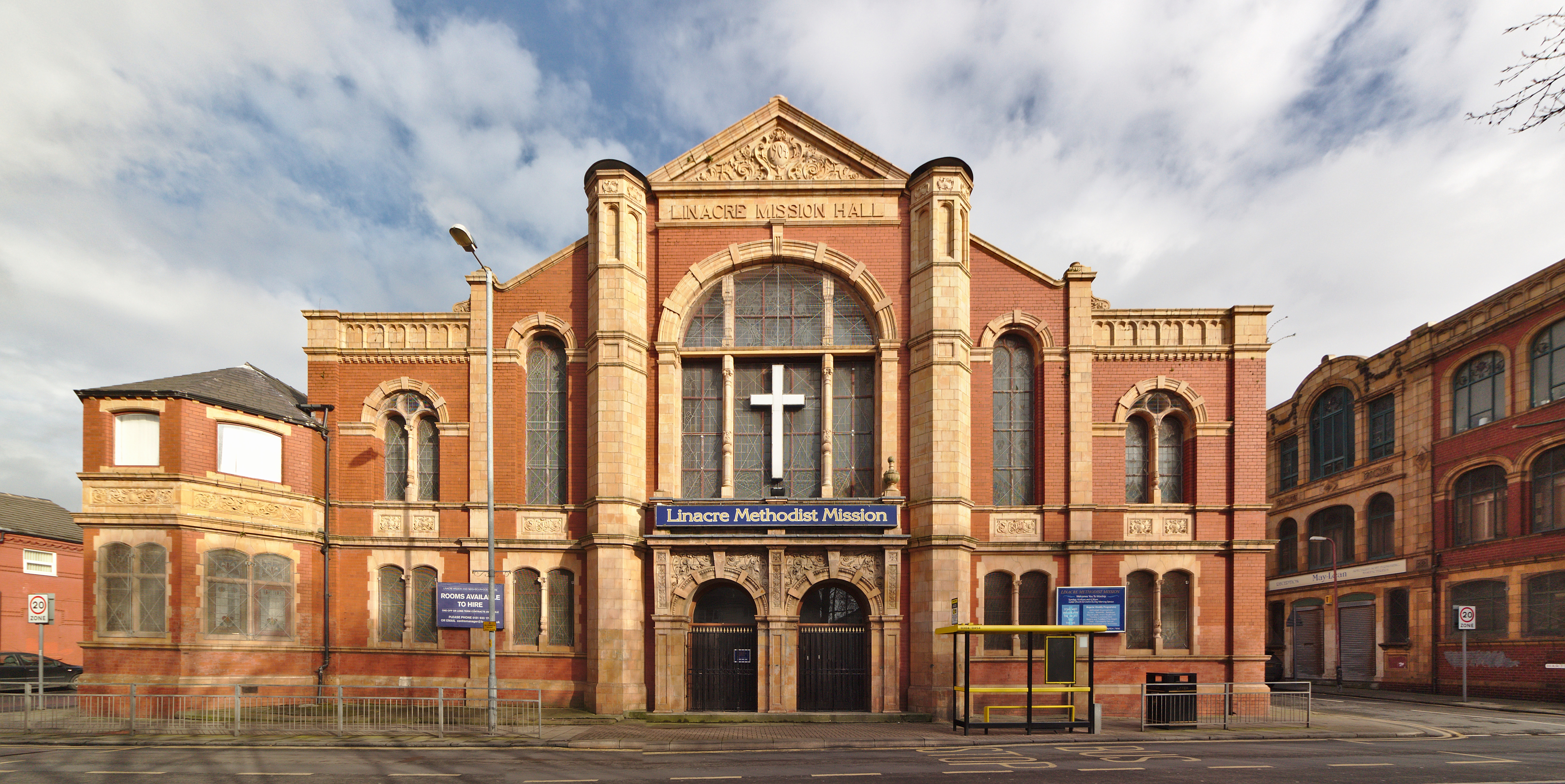
Façade de la Linacre Methodist Mission.

Linacre Methodist Mission (en), une église de brique construite en 1904, monument classé de Grade II depuis 1986.